# 田村八二
田村 八二（たむら はちじ、慶應4年8月16日（1868年10月1日） - 昭和4年（1929年）8月31日）は、日本の実業家。

## 来歴・人物
播磨国姫路生まれ。1892年高等商業学校（現一橋大学）卒業、三菱合資入社。旭硝子常務取締役、鶴見臨港鉄道取締役、日本板硝子監査役などを歴任した。

## 親族
父は姫路藩士田村九一で姫路紡績所の創業者。

## 著書
- 『新式商業簿記全書』（山本邦之助と共著）博文館 1893年